# Aharon Zisling

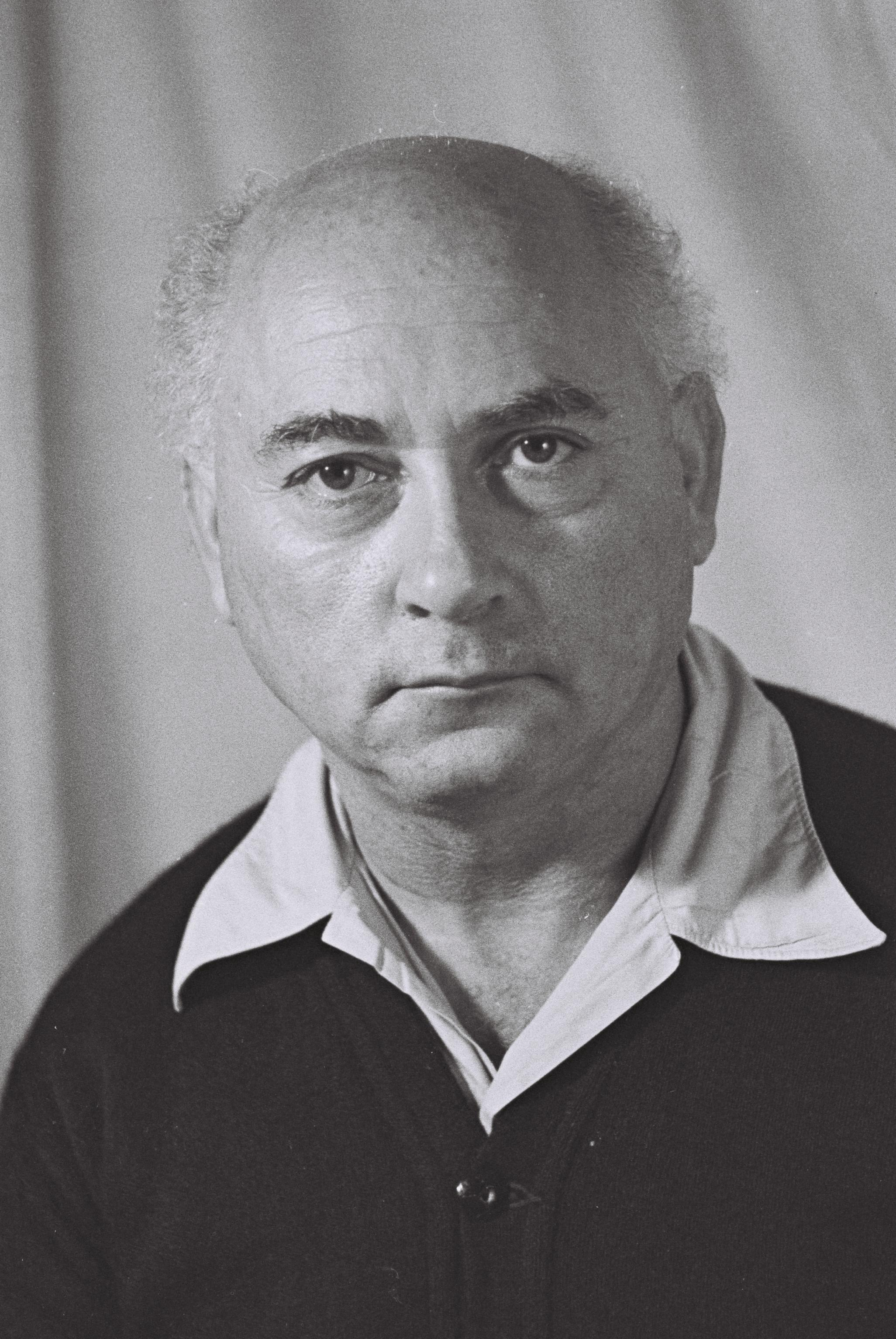
Aharon Zisling, 1951

Aharon Zisling (hebräisch אהרון ציזלינג; * 26. Februar 1901 in Minsk, Russisches Kaiserreich; † 16. Januar 1964 in Afula, Israel) war ein israelischer Politiker, Minister und Mitunterzeichner der Israelischen Unabhängigkeitserklärung.

## Leben
Zisling wanderte 1904 nach Palästina ein. Er gehörte zu den Mitbegründern der Kinder- und Jugend-Alijah und war einer der Kommandanten der Hagana. Er gehörte ebenso zu den Begründern des paramilitärischen Palmach sowie der Partei Achdut haAwoda. Als Abgeordneter der Mapam war er unter David Ben-Gurion vom 14. Mai 1948 bis zum 10. März 1949 Landwirtschaftsminister. Gemeinsam mit Chaim-Mosche Schapira verurteilte er die Gewalt der Armee gegen arabische Zivilisten. Dies wurde in der Untersuchungskommission zum Massaker von Al-Dawayima deutlich. Nach dem Vorgefallenen im Palästinakrieg klagte Zisling über Schlaflosigkeit.
Er reagierte in einer Rede im provisorischen Staatsrat am 17. November 1948, die das Traktandum des Massakers in zweiter Sitzung behandelte und stattfand, nachdem die auf arabischer Seite bald als Nakba bezeichneten Vertreibung von Zivilisten bereits weitgehend durchgeführt war, empathisch auf die Lage der betroffenen Araber, vor deren „unendlichen Feindschaft“ er warnte. Er machte klar, dass er sich stets dagegen gewehrt hatte, die Engländer als Nazis zu bezeichnen, selbst wenn sie sich wie solche verhalten hätten. Dann sagte mit Bitterkeit: „Ich spürte, da passieren Dinge, die tun meiner Seele weh, der Seele meiner Familie, der Seele von uns allen. Juden haben sich wie Nazis verhalten – mein ganzes Dasein ist erschüttert.“
Zisling und andere Politiker verlangten von David Ben Gurion eine Untersuchung „über das Verhalten der Armee gegenüber den Arabern in Galiläa und im Süden“, worauf Schapira zwei Tage später damit beauftragt wurde. Bei der Vorstellung des Berichts zwei Wochen später sabotierte Ben-Gurion seinen eigenen Auftrag, als er sagte, „es ist leicht hier um diesen Tisch zu sitzen und einige wenige Soldaten zu beschuldigen.“ Schapira sagte, dass die ganze Regierung sich ins Unrecht setzen würde, wenn sie nicht handle und verlangte vollständige Aufklärung und Vollmachten. Weitere Diskussionsteilnehmer meinten, dass es ohnehin schwer sei, die Soldaten und Offiziere zum Reden zu bringen. Ben-Gurion meinte, man werde die Wahrheit nicht ans Licht bringen können. Der Ministerrat beschloss, nichts zu beschliessen. Nur wenige Gerichturteile ergingen wegen Kriegsverbrechen, die Strafen wurden sämtlich im Februar 1949 erlassen. Aussagen von Ministerrat und Kommission sind teilweise bei der Organisation Akevot im Internet einsichtbar. Der von Zisling mitangeregte Bericht Schapiras zuhanden der Regierung ist bis heute (Stand 2025) Verschlusssache und untersteht der Geheimhaltung.